# Ølstykke Stationsby
Ølstykke Stationsby eller blot Ølstykke er en bydel i Ølstykke Sogn, Ølstykke Herred, i Nordsjælland. Indtil 1. januar 2010 var Ølstykke Stationsby en selvstændig by, men i dag er Ølstykke Stationsby sammenvokset med Stenløse og danner et samlet byområde Ølstykke-Stenløse med 23.344 indbyggere  (2024). Ølstykke Stationsby ligger mellem Slangerup, Jyllinge, Frederikssund og Stenløse, og havde 14.681 indbyggere (2009) .
Stationsbyen er historisk kendt for hesteopdræt og stutteri. Et af Ølstykkes vartegn, er den gamle vindmølle Skenkelsø Mølle, som er indrettet til kulturhistorisk museum. Der har været forbindelse med S-tog til København fra 1989. Byen er en del af Egedal Kommune som hører under Region Hovedstaden. I byen findes også et bibliotek Ølstykke Bibliotek som er en del af Egedalbibliotekerne.
I byområdet nær Ølstykke Station ligger Udlejre Kirke, der er opført i 1991, nær den nuværende Egedal Station ligger Ølstykke Kirke. Begge ligger i Ølstykke Sogn.
Ølstykke var indtil 2007 hovedby i Ølstykke Kommune.

## Historie
Jernbanen til Frederikssund blev anlagt i 1879.
Ølstykke stationsby opstod på bar mark der, hvor landevejen mellem Slangerup og Roskilde krydsede jernbanen fra København til Frederikssund. Stedet var ikke så gunstig for byudvikling, idet det mod nordøst blev begrænset af et stort moseområde, Lyngen (Storesø).
Endnu ved århundredeskiftet (1900) blev forholdene beskrevet således: "Udlejre med Ølstykke Jærnbanestation og Kro". Imidlertid skete der hurtigt fremvæksten af et mindre bysamfund i tilknytning til stationen, i 1906 boede der 169 indbyggere, i 1911 279 og i 1916 296 indbyggere i byen. Byen var fra begyndelsen fordelt på Udlejre ejerlav mod sydvest, Ølstykke ejerlav mod sydøst (begge Ølstykke Sogn) og Skenkelsø ejerlav (Jørlunde Sogn) mod nord.
Ølstykke stationsby fortsatte sin udvikling i mellemkrigstiden og efter 2. verdenskrig. I 1960-erne blev Ølstykke stationsby for alvor inddraget i den fremadskridende byudvikling i tilknytning til Storkøbenhavn. Byen blev hovedby med kommunekontor og centralskole. Store dele af området mellem jernbanen i nord, Skenkelsø sø mod vest samt veje mod syd og øst blev udstykket til villakvarterer.
Ølstykke blev en del af Egedal Kommune i forbindelse med den store kommunalreform i 2007, hvor blandt andet Ølstykke, Stenløse, Veksø, Smørum, Ganløse og en lang række små bysamfund lagde rammen til det vi i dag kender som Egedal Kommune.
Sammenlægningen med de øvrige byer har dog ikke været en ubetinget succes. Lukning af rådhus og den centrale skole i Ølstykke har været med til en stigende utilfredshed i Ølstykke.[kilde mangler]
Befolkningsudviklingen i Ølstykke stationsby 1906-1965:
| År   | I Jørlunde Sogn | I Ølstykke Sogn | I alt Ølstykke stationsby |
| ---- | --------------- | --------------- | ------------------------- |
| 1906 | -               | -               | 169                       |
| 1911 | -               | -               | 279                       |
| 1916 | 76              | 220             | 296                       |
| 1921 | 75              | 212             | 287                       |
| 1925 | 84              | 224             | 308                       |
| 1930 | 143             | 270             | 413                       |
| 1935 | 135             | 294             | 429                       |
| 1940 | 145             | 309             | 454                       |
| 1945 | 160             | 320             | 480                       |
| 1950 | 170             | 302             | 472                       |
| 1955 | 183             | 297             | 480                       |
| 1960 | 204             | 366             | 570                       |
| 1965 | -               | -               | 1.017                     |

*Noter: Kilder: diverse folketællinger. Bemærk, at der især ved de ældre er usikkerhed i opgivelserne. - betyder at tallene ikke opgøres særskilt mere.